# Pierre Gonnord
Pierre Gonnord (Cholet, Francia, 1963-Madrid, 21 de abril de 2024) fue un fotógrafo francés, afincado en España desde el año 1998.

## Trayectoria
Pierre Gonnord fue un fotógrafo autodidacta. Decidió residir en Madrid a partir de 1988. A finales de 1998 inició un proyecto muy personal —definitorio de su trabajo— sobre rostros humanos con muy diversas series de imágenes.
Hizo primero una secuencia de retratos de ciudadanos occidentales, sobre su juventud urbana: Interiors (Madrid, 1999) y luego City (Nueva York, 2001). En los años sucesivos hizo las series Regards (2000-2003), Far East (Japón, 2003) y Utópicos (2004-2005), de muy diverso tipo, donde elegía un acercamiento a personajes marginados por la sociedad y los fotografiaba en primeros planos del rostro: eran vagabundos, presos, locos o ciegos, pero también monjes, geishas, miembros de bandas urbanas. Ha hecho lo propio con personas de grupos gitanos o de gente que ha vivido la tragedia de los Balcanes y del norte de África (Testigos).
Su obra ha sido expuesta en diversas ciudades de España, Francia, Portugal y Estados Unidos. En España su obra está representada en la galería de arte de Juana de Aizpuru de Madrid.
Ha expuesto en múltiples galerías públicas y privadas, como el Centro Cultural Conde Duque, la Casa Europea de la Fotografía de París, en el Museo de Bellas Artes de Sevilla, en la Universidad de Salamanca, en el Museo Universidad de Navarra, en el Atelier des Forges, los Encuentros de Arlés, en el FRAC Auvergne-Ecuries de Chazerat, Clermont Ferrand; en el Festival fotográfico de Helsinki y en Oslo. 
Una de sus últimas apariciones está relacionada con un libro de fotografía publicado en octubre de 2017, 50 fotografías con historia. En este libro participan cincuenta autores, entre ellos, Pierre Gonnord, quien destacó “lo bonito que es que cada fotógrafo pueda dejar constancia de una emoción, de un momento íntimo, porque trabajamos con eso, con la emoción y la fragilidad de los seres humanos”. El autor explicó que la fotografía recoge “nuestras inquietudes y preocupaciones, y con ellas elaboramos un lenguaje que conforma la cultura visual, representada en este libro”.
Se ha suscitado en ciertos medios de comunicación cierta polémica al ser adjudicatario del encargo de realizar un retrato al expresidente del gobierno José Luis Rodríguez Zapatero por 35.000€, si bien este se realizó a través de un procedimiento de adjudicación negociado sin publicidad, tal y como prevé la Ley de Contratos del Sector Público (artículo 168.a.2º) para la creación o adquisición de una obra de arte o representación artística única no integrante del Patrimonio Histórico Español.
COLECCIONES PUBLICAS Y PRIVADAS EN LAS QUE ESTÁ REPRESENTADA SU OBRA
- MNCARS- Museo Nacional Centro de Arte Reina Sofía. Madrid.
- Maison Europeènne de la Photographie. París.
- CNAP-Centre Nacional des Arts Plasttiques, París.
- Colección UNED, Universidad Nacional de Educación a Distancia. Madrid.
- Encuentros de Fotografía de Coimbra, Portugal.
- Celebrity Cruises Art Collection, USA.
- 21C MUSEUM Louisville, KY, USA.
- Museum of Contemporary Art, Chicago, ILL, USA.
- Fundación de Fotografía Antonio Pérez Martín.
- Diputación Provincial de Cádiz. España.
- Fundación Telefónica, Madrid.
- Colección Ordóñez-Falcón de Fotografía, San Sebastián, España.
- Banco Espíritu Santo, Lisboa.
- MUSAC-Museo de Arte Contemporáneo de Castilla y León
- Museo Patio Herreriano, Valladolid, España.
- ARTIUM-Museo de Arte Contemporáneo de Álava, Vitoria, España.
- Universidad de Salamanca, España.
- Colección Metrònom Rafael Tous, Barcelona.
- Colección CIRCA XX – Pilar Citoler, Madrid.
- Colección de la Comunidad Autónoma de la Región de Murcia, España.
- MAS-Museo de Arte Moderno y Contemporáneo de Santander
- Fundación Alorda-Derksen, Barcelona, España.
- Museo d’art modern i contemporani Es Baluard, Palma de Mallorca
- Ministerio de Industria Turismo y Comercio, Madrid, España.
- Saastamonien Foundation Art Collection. Finlandia.
- Colección PECAR, Carlos Vallejo, Santander.
- Vehbi Koc Foundation, Estambul
- Colección Purifiación García, Madrid
- CA2M-Centro de Arte Dos de Mayo, Móstoles (Madrid)
- Colección Art Toyz – Juan Redón, Barcelona
- FRAC Auverge, Francia
- Ayuntamiento de Alcobendas, Madrid
- CAAC- Centro Andaluz de Arte Contemporáneo, Sevilla.
- Colección Los Bragales – Jaime Sordo, Cantabria.
- Centro de Arte de Alcobendas, Colección Alcobendas, Madrid.
- ARTER VKF Contemporary Art Collection. Estambul, Turquía
- Colección Fournier, Madrid
- Fundación de Fotografía Antonio Pérez Martín, España. 

## Muerte
El 21 de abril de 2024, Gonnord falleció en Madrid a los 60 años.

## Premios
- Premio de la Cultura de la Comunidad de Madrid (2007)
- Premio Internacional de Fotografía de Alcobendas (2014)[10]